# John Dalton
John Dalton (ur. 6 września 1766 w Eaglesfield, zm. 27 lipca 1844 w Manchesterze) – angielski fizyk, chemik i meteorolog. Twórca nowożytnej atomistycznej teorii materii opublikowanej w rozprawie „A new System of Chemical Philosophy”, odkrył prawo ciśnień cząstkowych, prawo stosunków wielokrotnych, opisał wadę wzroku nazywaną później daltonizmem. Na jego cześć jednostkę masy atomowej nazwano daltonem (Da).

## Daltonizm
Podczas pobytu w Kendal Dalton dokonał odkrycia zjawiska, które dziś określa się mianem daltonizmu. Od tego momentu zaczął prowadzić badania nad własnym wzrokiem, ponieważ stwierdził, że cierpi na tę wadę wzroku. W 1794 roku przedstawił w Towarzystwie Filozoficznym i Literackim w Manchesterze pracę na ten właśnie temat.

## Teoria atomistyczna

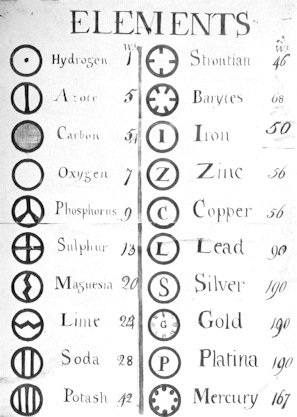
Oznaczenia pierwiastków według Daltona

Dalton zauważył, że własności gazów najlepiej dają się wytłumaczyć przy założeniu, iż są one zbudowane z atomów. Stwierdził, że związek chemiczny zawsze zawiera te same proporcje wagowe składających się nań pierwiastków. Na początku XIX w. zrewolucjonizował naukę, ogłaszając teorię atomistyczną budowy materii. Wstępne elementy koncepcji Daltona opublikowane zostały przez Thomasa Thomsona w roku 1804, natomiast pełną pracę opublikował Dalton w roku 1808.

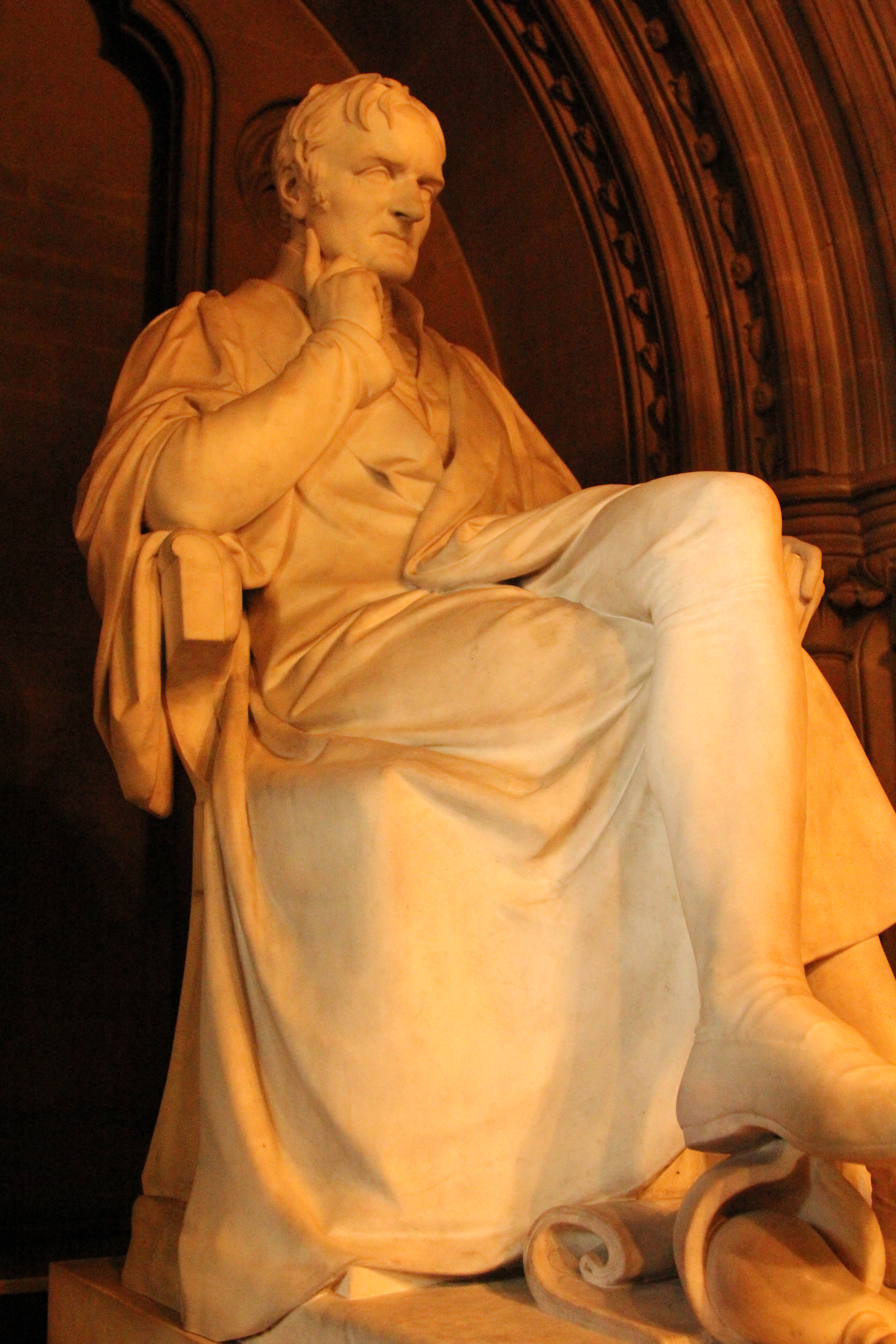
Pomnik Johna Daltona w ratuszu w Manchesterze

Podstawowe założenia teorii Daltona:
- Materia złożona jest z niepodzielnych atomów
- Wszystkie atomy jednego pierwiastka mają identyczną masę i pozostałe właściwości
- Każdy pierwiastek zbudowany jest z niepowtarzalnych atomów, różniących się od innych masą
- Atomy są niezniszczalne i nie podlegają przemianom podczas reakcji chemicznych, zmienia się tylko ich wzajemne ułożenie i powiązanie
- Cząsteczka związku chemicznego składa się ze skończonej i niewielkiej liczby atomów różnych pierwiastków.

## Meteorologia
Od najmłodszych lat Dalton czuł zamiłowanie do eksperymentów i rachunków, wiele też nauczył się od niewidomego uczonego Johna Gougha, dzięki któremu nabył zamiłowania do obserwacji meteorologicznych. Właśnie ono doprowadziło Daltona do stworzenia zasad nowożytnej atomistycznej teorii materii, która była jego największym osiągnięciem.
Dalton prowadził od 1788 roku dziennik meteorologiczny, który zawierał pod koniec jego życia około 200 tys. wpisów dotyczących powiatu, w którym żył.
W roku 1793 opublikował Meteorological Observations and Essays. W roku 1788 zaczął obserwacje zorzy polarnej (aurora borealis) – zjawiska meteorologicznego związanego z elektrycznością w atmosferze. Uważał, że istnieje związek pomiędzy zjawiskiem zorzy i polem magnetycznym. Przedstawił strukturę wiatrów pasatowych, chociaż publikacja Hadleya (George Hadley, komórka Hadleya) z 1735 (znana Daltonowi) była prekursorska. Był pierwszym, który pokazał, że deszcz jest powodowany nie przez zmiany ciśnienia, ale przez zmianę temperatury z wysokością. Pokazał, że zmiany temperatury z wysokością są związane z rozprężaniem (adiabatycznym) cząstek powietrza.